# Newcastle (KwaZulu-Natal)
Newcastle es un municipio local sudafricano situado en el distrito de Amajuba, en la provincia de KwaZulu-Natal.

## Superficie
Newcastle tiene una superficie de 1856 km².

## Demografía
En 2022, tenía 507 710 habitantes, una densidad poblacional de 273,6 hab./km², y 116 763 viviendas.